# Jorge Trindade

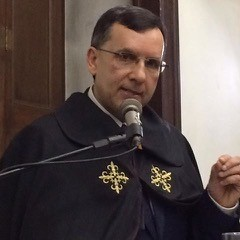
Prof. Dr. Jorge Trindade em sua posse na Academia Brasileira de Filosofia

Jorge Trindade é um psicólogo conhecido principalmente na área da psicologia clínica e jurídica. Atualmente atua na qualidade de parecerista em matéria de psicologia forense. É professor livre-docente em psicologia jurídica pela Universidade Luterana do Brasil (2000) e Procurador de Justiça aposentado (Ministério Público do Estado do Rio Grande do Sul).

## Biografia
Graduado em Ciências Jurídicas e Sociais, pela Pontifícia Universidade Católica (PUCRS) em 1975. Graduado em Psicologia pela Universidade do Rio dos Sinos (UNISINOS), em 1987. Recebeu o grau de Mestre em Desenvolvimento Comunitário (Psicologia) pela Universidade da Extremadura (UEX), Espanha, em 1996, reconhecido pela Universidade Federal do Rio Grande do Sul (UFRGS), em 1998. Recebeu o título de Doutor em Psicologia Clínica (PhD), revalidado pela Universidade Federal do Rio de Janeiro (UFRJ). Doutorou-se em Ciências Sociais pela Universidade de Lisboa (ULISBOA), Portugal, em 2012, seguindo programa de estágio pós-doutoral em Psicologia Forense e do Testemunho pela Universidade Fernando Pessoa (UFP), Cidade do Porto.
Por exames de provas e títulos tornou-se Livre-docente em Psicologia Jurídica na Universidade Luterana do Brasil (ULBRA), onde foi professor titular de 1989 até abril de 2019, nos cursos de graduação e pós graduação em Psicologia e Direito. Desde 2019 é também Professor Associado da Universidade Fernando Pessoa (UFP), orientando teses de mestrado e doutorado na área da Psicologia Forense e da Criminologia.
Também é especialista em Psicologia Clínica e Jurídica pelo Conselho Regional de Psicologia da 7ª Região - (CRP 07) e em Psicoterapia pela Sociedade Portuguesa de Psicologia Clínica (SPPC).Também é membro da Sociedade Portuguesa de Suicidiologia (SPS).
Em 2017 foi eleito Membro da Academia Brasileira de Filosofia (ABF), com sede na Casa Histórica do Mal. Osório, na Rua Riachuelo, 303, no Rio de Janeiro (RJ), onde ocupa a Cadeira nº. 10, desempenhando, nesse momento a função diretiva de Chanceler.
É Doutor Honoris Causa por título concedido pela Faculdade de Direito e Ciências Sociais do Leste de Minas Gerais, em 2018, conforme Regimento aprovado pela Portaria nº 789 de 27/03/2006.
Palestrante e conferencista nacional e internacional, possui diversas obras publicadas entre as quais se destaca o Manual de Psicologia Jurídica para Operadores do Direito, Livraria do Advogado atualmente na 9ª edição.
Recebeu o Prêmio Henrique Bertaso pela Câmara Estadual do Livro, em 1993.
Fundador da Fundação Escola Superior do Ministério Público do Estado Rio Grande do Sul, onde leciona, no Curso da Especialização em Direito da Criança do Adolescente, a disciplina de Sociopsicologia das Trajetórias Transgressoras. Desde de 2000 é fundador e sócio-honorário do Instituto de Psicologia Prof. Jorge Trindade, atualmente com sede em Porto Alegre e São Paulo.

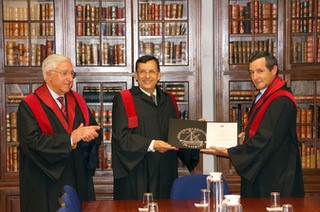
Prof. Dr. Jorge Trindade na Universidade de Lisboa, entre, Prof. Dr. Fausto Amaro à esquerda, e à direita, Prof. Dr. Manuel Meirinho.

## Obras Publicadas
1. Trindade, Jorge. Delinquência Juvenil: Uma Abordagem Transdisciplinar. Porto Alegre: Livraria do Advogado 2008, 3ª ed., esgotado.
2. Trindade, Jorge.: Cuneo, Monica R. e Beheregaray, Andrea. Psicopatia: A Máscara da Justiça. (Porto Alegre: Livraria do Advogado, 2010, esgotado;
3. Trindade, Jorge. Psicologia Judiciária para a Carreira da Magistratura 2ª ed., com Elise Trindade e Fernanda Molinari. Porto Alegre: Livraria do Advogado, 2011, esgotado;
4. Trindade, Jorge; Breier, Ricardo. Pedofilia: Aspectos Psicológicos e Penais. (3ª ed). Porto Alegre: Livraria do Advogado, 2012.
5. Trindade, Jorge; Nunes, Laura. Criminologia: Trajetórias Transgressivas. Porto Alegre: Livraria do Advogado, 2013.
6. Trindade, Jorge; Nunes, Laura. Delinquência: Percursos Criminais. Porto Alegre: Livraria do Advogado, 2014.
7. Trindade, Jorge; Nunes, Laura. Crime e Drogas. Porto Alegre: Livraria do Advogado, 2016.
8. Trindade, Jorge. Síndrome de Alienação. In: Dias, Maria Berenice (Organizadora). Incesto e Alienação Parental. São Paulo: Editora Revista dos Tribunais, 2014, 3ª edição.
9. Trindade, Jorge. (Org.) Temas de Psicologia Forense. Porto Alegre: Editora Imprensa Livre, 2015 (esgotado).
10. Trindade, Jorge. Entre a Psicologia e o Direito: o Futuro Tem Muitos Nomes. In: Nunes, Laura M; Sani, Ana; Caridade, Sónia (Coordenadores). Crime, Justiça e Sociedade: Visões Interdisciplinares. Porto: Edições CRIAP, 2016, p. 12-22.
11. Trindade, Jorge. Dicionário Crime, Justiça e Sociedade. Lisboa: Edições Sílabo. Maia, R., Nunes, L., Caridade, S., Sani, A., Estrada, R., Nogueira, C., Fernandes, H., & Afonso, L. (2016).
12. Trindade, Jorge. Palavras guardadas. Poemas (Org.) Paulo Sérgio Rosa Guedes. Porto Alegre: Editora Universitária/Ufpel, 1988.
13. Trindade, Jorge; Vetoretti, E. A Atuação do Assistente Técnico em Todos os Atos da Perícia Psicológica como Garantia à Ampla Defesa. In: Trindade, J.; Molinari, F. (Org.). Psicologia Forense: Conexões Interdisciplinares. 1ed. Porto Alegre: Imprensa Livre, 2016.
14. Trindade, Jorge e outros. Sistema Prisional, População Privada de Liberdade e Direitos Humanos. (Obra coletiva). Cd-rom. Editora da Ulbra, 2016.
15. Trindade, Jorge. Aids e Bioética. In: AIDS e Cidadania. Porto Alegre: GAPA-Editora, 2000.
16. Trindade, Jorge. Alguns Procedimentos Administrativos e Judiciais Utilizados pelo Ministério Público na Proteção dos Direitos à Saúde. Márcio Iório Aranha (Organizador). In: Direito Sanitário e Saúde Pública. Ministério da Saúde. ISBN 85.334.07.32-7. Brasília: UnB, 2003.
17. Trindade, Jorge. Quando os filhos Ditam as Regras. Juizado da Infância e da Juventude. Publicação do Tribunal de Justiça do Estado do Rio Grande do Sul. Ano IV, ISBN 1807-0957, No. 8.2003.
18. Trindade, Jorge. Prefácio: Depoimento Sem Dano. Daltoé, José Cézar. Porto Alegre: Livraria do Advogado, 2007.
19. Trindade, Jorge. Prefácio: Entrevista Psicológica. Técnicas para Diferentes Entrevistas em Diferentes Espaços. Brígido, Maria Aparecida da Silveira. Curitiba: Editora Appris, 2015.
20. Trindade, Jorge. Prefácio: Mediação e Alienação Parental. Molinari, Fernanda. Porto Alegre: Editora Imprensa Livre. 2016.
21. Trindade, Jorge. Posfácio: Quarenta Luas: Viver É Sobreviver a uma Criança Morta. Quarenta Luas. Barbosa, José Túlio. Porto Alegre do Editora do Autor, 1996.
22. Trindade, Jorge. Cartilha de Alienação Parental. Assembleia Legislativa do Estado/RS. Associação Brasileira Criança Feliz. Texto e Organização. 2014.
23. Trindade, Jorge. A Violência na Escola: Papel das Instituições. Arrieta, Graciela Azevedo (Org.) A Violência na Escola. Canoas: Editora da Ulbra, 2000.
24. Trindade, Jorge (Org.). Direito da Criança e do Adolescente. Porto Alegre: Livraria do Advogado, 2005.
25. Trindade, Jorge. Reflexões sobre Alienação Parental e a Escala de Indicadores de AP. In Rosa, Conrado Paulino; Thomé, Liane Maria Busnello (Organizadores). O Direito no Lado Esquerdo do Peito: Ensaios sobre Direito de Família e Sucessões. Porto Alegre: Ibdfam, 2014.
26. Trindade, Jorge e Molinari, Fernanda. Divórcio: do processo psicológico, do luto e dos efeitos na criança. In: Ritt, Eduardo (Org.). Revista do Ministério Público/RS. Porto Alegre: Editografia Suliani Ltda, 2011, vol. 70.
27. Trindade, Jorge. Adolescência: Discurso, Mentira, Fantasia e Trauma – Repercussões no Sistema de Justiça. In: Potter, Luciane (Org.) Depoimento sem dano. Rio de Janeiro: Lumen Juris Editora, 2010.
28. Trindade, Jorge. Assim é se Assim lhe Parece. In: Rosa, Alexandre Morais da; Ferrareze FILHO, Paulo; Matzembacker, Alexandre (Organizadores). Estudos Críticos de Direito e Psicologia. Rio de Janeiro: Lumen Juris Editora: 2014.
29. Trindade, Jorge e outros. Temas de Psicologia Forense (Org. Fernanda Molinari). Porto Alegre: Imprensa Livre, 2015.
30. Trindade Jorge. Manual de Psicologia Jurídica para Operadores do Direito. Porto Alegre: Livraria do Advogado, 2017, 8a edição.
31. Trindade, Jorge e outros. Psicologia Forense. Novos Caminhos. (Org. Fernanda Molinari e Jorge Trindade). Porto Alegre: Imprensa Livre, 2017.
32. Trindade, Jorge e outros. Psicologia Forense. Novos Saberes. (Org. Fernanda Molinari e Jorge Trindade). Porto Alegre: Imprensa Livre, 2018.
33. Trindade, Jorge e Boscardin, Marina. Um Estudo sobre a Prova Oral: Verdades, Mentiras e Falsas Memórias. Reforma Trabalhista: o Primeiro Ano. (Org. Ricardo Fraga). São Paulo: Editora Revista dos Tribunais, 2018.
34. Trindade, Jorge e Evandro Lipert Jr. A Delinquência Juvenil: Análise da (in)Capacidade de Autoperceção do Futuro. (Org. Fausto Amaro e Dalia Costa). Criminologia e Reinserção social. Lisboa: Pactor, 2019.
35. Trindade, Jorge. Posfácio. Comportamento e Saúde Mental – Dicionário Enciclopédico. (Org. Laura Nunes, Carla Fonte, Sónia Alves, Ana Isabel Sani, Rui Estrada e Sónia Caridade). Lisboa: Pactor, 2019.
36. Trindade, Jorge e Axt, Dieter. O Lugar da Verdade na Intersubjetividade: de Heidegger a Bakhtin. In: Filosofia & Direto: Um Diálogo Necessário para a Justiça (Org. OLiveira, Elton Somensi de; e Cordioli, Leandro). Porto Alegre: Editora Fi:, 2019.
37. Trindade, Jorge e Silveira, Maria Aparecida. Um Estudo do Adolescente Infrator de Perfil Agravado através da Metodologia Quantitativa e Qualitativa. In: A pesquisa Jurídica e os Direitos Fundamentais: a Primazia do Caso Concreto. (Org.) Mizuta, A. e Costa, S. P. M. Porto Alegre: Editora FI, 2017.
38. Trindade, Jorge e outros. Psicologia Forense. Um Olhar para o Futuro. (Org. Fernanda Molinari e Jorge Trindade). Porto Alegre: Imprensa Livre, 2019.
39. Trindade, Jorge e outros. Alethéia. A Palavra em Busca da Verdade em Psicanálise. (Org. Fernanda Molinari, Eunice Catarina Marangon e Jorge Trindade). Porto Alegre: Imprensa Livre, 2019.
40. Trindade, Jorge e Nunes, Laura. Consumo e Tráfico de Drogas como fenômeno sociojurídico ligado aos espaços físicos. iN: Desafios Interdisciplinares para a Educação de Crianças e Adolescentes. ORG. Sandro Bobrzyk e outro. Porto Alegre: EDIPUCRS, 2020.
41. TRINDADE, Jorge. O papel dos mídia no tratamento do crime em contexto brasileiro. Coordenadores: Estrada, R., Dinis, A., Maia, R., Nunes, L., Sani, A., Azevedo, A., Freitas, P., Gouveia, F., Guerreiro, M., Caridade, S., Oliveira, G., & Trindade, J. Porto: Editora: Publicações Universidade Fernando Pessoa, 2021.
42. TRINDADE, Jorge. O papel dos média no tratamento do crime em contexto brasileiro. In: SANI, A.; NUNES, L.; TRINDADE, J. Crime: (in)segurança e mediatização. Porto: Editora Fernando Pessoa, 2021.
43. TRINDADE, J. e BOSCARDIN, M. K.  A prova oral: fatos e memória dos fatos. In: FERRAREZE FILHO, P. e SILAS FILHO, P. (Organizadores). Psicanálise, direito e (des)enlace social. Londrina: THOTH Editora, 2021, p. 191-203.
44. TRINDADE, J. e BOSCARDIN, M. K. Falsa acusación de crimen: victimización olvidada y consecuencias psicológicas. Victimología: Córdoba: Encuentro Grupo editor, directora Hilda Marchiori, n. 26, 2021, p. 101-122.

Mais de 20 artigos científicos publicados em revistas nacionais e internacionais.

## Associações e Entidades de Classe
- Vice-Presidente da Comissão Especial dos Direitos da Criança e do Adolescente da Ordem dos Advogados do Brasil/RS.[8]
- Vice-Presidente da Asociación Latinoamericana de Magistrados,Operadores y Funcionarios de la Niñez, Adolescencia y Familia, até 2019.
- Membro da Ordem dos Advogados do Brasil.
- Membro da Ordem dos Psicólogos do Brasil (Conselho Regional de Psicologia).
- Membro da Sociedade Portuguesa de Psiquiatria e Psicologia da Justiça.
- Membro do Comitê Científico da Revista da Sociedade Portuguesa de Psiquiatria e Psicologia da Justiça.
- Membro Fundador Honorário do Instituto de Psicologia Prof. Jorge Trindade.
- Membro da Sociedade Portuguesa de Psicologia Clínica – SPPC (Lisboa).
- Membro da Sociedade Portuguesa de Suicidologia (SPS).
- Membro ad hoc do Comitê de Avaliação Científica da Revista Psicologia: Teoria e Prática, da Universidade Nacional de Brasília (UnB).
- Membro do Comitê Científico da Revista de Victimologia, Córdoba, Argentina.
- Membro Revisor da Revista do Instituto Brasileiro de Ciências Criminais (IBCCRIM).
- Coordenador do Programa Direito e Literatura da Universidade Luterana do Brasil (até 04/11/2019).[9][10][11][12]
- Membro da Associação do Ministério Público do Estado do Rio Grande do Sul.
- Criador, junto com colaboradores, da Escala de Indicadores de Alienação Parental, instrumento on line que auxilia crianças, adolescentes e genitores a identificar os sinais de Alienação Parental de acordo com a Lei 12.318/2010.[13]